# Цедри-Мале
Цедри-Мале (пол. Cedry Małe, нім. Klein Zünder) — село в Польщі, у гміні Цедри-Великі Ґданського повіту Поморського воєводства.
Населення — 1034 особи (2011).
У 1975-1998 роках село належало до Гданського воєводства.

## Демографія
Демографічна структура станом на 31 березня 2011 року:
|          | Загалом | Допрацездатний вік | Працездатний вік | Постпрацездатний вік |
| -------- | ------- | ------------------ | ---------------- | -------------------- |
| Чоловіки | 515     | 135                | 354              | 26                   |
| Жінки    | 519     | 115                | 323              | 81                   |
| Разом    | 1034    | 250                | 677              | 107                  |